# 1984 (альбом)
1984 (указан как MCMLXXXIV на обложке) — шестой студийный альбом американской рок-группы Van Halen, вышедший 9 января 1984 года. 1984 стал последним альбомом группы, в записи которого участвовали все четверо её оригинальных участников.
1984 был тепло принят критиками. Rolling Stone поместил его на 81 место в списке величайших альбомов 1980-х. В чарте Billboard 200 альбом занял второе место и провёл там 5 недель, уступив только Thriller Майкла Джексона. Четыре записи с альбома были выпущены в формате синглов, в том числе «Jump», единственный сингл группы, занявший высшую строчку в Billboard Hot 100; а также синглы «Panama», «I'll Wait» и «Hot for Teacher». RIAA сертифицировала альбом как бриллиантовый в 1999 году. В общей сложности альбом был распродан числом в более 10 миллионов копий.

## История создания
Являясь одним из самых популярных альбомов группы (как и по показателям продаж, так и по позициям в чартах), 1984 стал последней работой группы с вокалистом Дэвидом Ли Ротом, покинувшим группу в 1985 году из-за творческих разногласий. После ухода он вновь вступил в группу только в 2012 году и принял участие в альбоме A Different Kind of Truth.

### Обложка
Обложка была создана графическим художником Марго Нахас. Она не была специально заказана; первоначально Нахас было предложено создать обложку, на которой были изображены четыре танцующие хромированные женщины, но она отказалась из-за творческих трудностей. Так или иначе, её муж принес её портфолио в группу, и из этого материала они выбрали картину путто, крадущего сигареты, которая была использована. Натурщиком был Картер Хелм, сын одного из лучших друзей Нахас, которого она сфотографировала с конфетной сигаретой в руке.
На момент выхода альбома обложка была подвергнута цензуре в Великобритании. На ней была наклейка, которая скрывала сигарету в руке Путто и пачку сигарет. На задней обложке представлены все четыре участника группы по отдельности с названием 1984 в зеленом футуристическом шрифте.

### Особенности композиций альбома
- Альбом открывает титульный трек — инструментальное вступление, исполненное Эдди на синтезаторе Oberheim OB-Xa.
- «Hot for Teacher». Композиция начинается с 30-секундного барабанного соло, а затем ещё 30 секунд инструментального вступления. Алекс Ван Хален использовал четыре бас-барабана в начале композиции, чтобы создать звук холостого хода мотоцикла. Гитарные партии Эдди Ван Хален записал на гитаре Gibson Flying V[4]. Текст песни описывает влюбленность молодого человека в свою привлекательную школьную учительницу, с двойным подтекстом, возможно, подразумевающим сексуальную встречу.
- «I’ll Wait». Вторая композиция на альбоме с преобладанием синтезаторов; басовая линия также исполнена на синтезаторе. Дэвид Ли Рот и продюсер Тед Темплман хотели удалить эту песню из альбома, в то время как Эдди Ван Хален и звукорежиссёр Донн Ланди настаивали на её включении. «I’ll Wait» была написана в сотрудничестве между Van Halen и певцом Майклом Макдональдом, который был привлечен Темплманом, когда у Ван Халена возникли проблемы с её завершением. Текст песни был вдохновлён женщиной, носящей мужское нижнее белье в рекламе Calvin Klein. Рот приколол объявление рядом со своим телевизором и адресовал текст модели.
- «Girl Gone Bad». В одном из интервью Эдди сказал, что «Girl Gone Bad» была написана в гостиничном номере, который он и его тогдашняя жена Валери Бертинелли снимали. Валери спала, а Эдди проснулся ночью с идеей, которую должен записать на пленку. Не желая будить Валери, Эдди схватил кассетный магнитофон и записал свою игру на гитаре в шкафу.
- «House of Pain». Композиция исполнена в духе ранних альбомов Van Halen. Первая демоверсия композиции была написана и записана группой ещё в конце 1970-х под руководством Джина Симмонса[5]. «House of Pain» — одна из немногих песен Van Halen, где отсутствует бэк-вокал.

## Релиз и продвижение

### Синглы и видеоклипы
Лид-синглом из альбома стал трек «Jump». Он стал единственным синглом группы, возглавившим чарт Billboard Hot 100. На первой строчке сингл провел 5 недель и получил золотую сертификацию от RIAA. «Jump» также возглавил чарт Top Tracks и Canadian Singles Chart. Видеоклип, снятый Дэвидом Ли Ротом был очень похожий на многие хард-рок клипы того времени и представлял собой исполнение песни на сцене.
Вторым синглом из пластинки стал трек «I’ll Wait». Сингл достиг 13-й строчки чарта Billboard Hot 100. Для этой композиции не был снят видеоклип.
Третий сингл из альбома, «Panama» вышел в июне 1984 года. Как и предыдущий сингл, «Panama» достиг 13-й строчки Billboard Hot 100. Видеоклип на эту песню, снятый режиссёром Питом Энджелусом, включает в себя в основном выступления группы на сцене. Клип был снят в марте 1984 года в Providence Civic Center в Провиденсе, Род-Айленд во время саундчека и концерта. В клипе Майкл Энтони играет на бас-гитаре в виде бутылки виски Jack Daniel's, которую компания изготовила специально для него.
Последний сингл из альбома, «Hot for Teacher» вышел в октябре 1984 года. Сингл достиг 56 строчки чарта Billboard Hot 100. Видеоклип был снят Ротом и Питом Энджелусом.

### Концертный тур
Вскоре после выпуска альбома Van Halen начали турне по городам Северной Америки, продлившееся с января по июль 1984 года.
В августе Van Halen отправились в Европу, чтобы выступить на фестивале Monsters of Rock вместе с AC/DC, Оззи Осборном, Accept, Y&T и Mötley Crüe. Для Van Halen это были первые выступления в Европе с 1980 года.

## Реакция критиков
| Оценки критиков | Оценки критиков                                                          |
| Источник        | Оценка                                                                   |
| --------------- | ------------------------------------------------------------------------ |
| AllMusic        | 5 из 5 звёзд · 5 из 5 звёзд · 5 из 5 звёзд · 5 из 5 звёзд · 5 из 5 звёзд |
| Kerrang         | 5 из 5 звёзд · 5 из 5 звёзд · 5 из 5 звёзд · 5 из 5 звёзд · 5 из 5 звёзд |
| Rolling Stone   | 4 из 5 звёзд · 4 из 5 звёзд · 4 из 5 звёзд · 4 из 5 звёзд · 4 из 5 звёзд |
| Роберт Кристгау | B+                                                                       |
| Spin            | 4 из 5 звёзд · 4 из 5 звёзд · 4 из 5 звёзд · 4 из 5 звёзд · 4 из 5 звёзд |

Сразу после выхода 1984 получил отличные отзывы критиков. Джей Ди Консидайн из Rolling Stone, назвал 1984 «альбомом, в котором сосредоточен весь талант Ван Халена». Он заявил, что «Jump» — не совсем та песня, которую можно было бы ожидать от Van Halen, но «как только вступают барабаны Алекса Ван Халена и певец Дэвид Ли Рот начинает распутывать типично запутанную сюжетную линию, все начинает звучать немного более знакомо». Рецензент Billboard утверждает, что альбом группы «забавнее и разнообразнее, чем большинство их метал-собратьев», также назвав продакшн альбома «характерно сильным».
Роберт Кристгау похвалил первую сторону альбома, отметив умелое сочетание хард-рока и поп-элементов; вторую сторону он назвал «утешением для преданных поклонников группы». Мэтт Блэкетт из журнала Guitar Player похвалил малоизвестные песни из альбома, такие как «Drop Dead Legs», «House of Pain» и «Girl Gone Bad», назвав гитарное исполнение «свежим и жизненным» и отметив «темное, сложное чувство гармонии и мелодии Эдди». Лен Комаратта из Consequence of Sound чувствовал, что Van Halen с этим альбомом достигли вершины своего коммерческого и критического успеха.

### Награды и номинации
| Год  | Награда                | Номинированная работа | Категория                                          | Результат | Источник |
| ---- | ---------------------- | --------------------- | -------------------------------------------------- | --------- | -------- |
| 1984 | Грэмми                 | «Jump»                | Лучшее вокальное рок-исполнение дуэтом или группой | Номинация | [ 8 ]    |
| 1984 | MTV Video Music Awards | «Jump»                | Лучшее групповое видео                             | Номинация |          |
| 1984 | MTV Video Music Awards | «Jump»                | Лучшее сценическое исполнение в видео              | Победа    |          |
| 1984 | MTV Video Music Awards | «Jump»                | Лучшее исполнение в видео                          | Номинация |          |

## Список композиций
Слова и музыка всех песен — Эдди Ван Хален, Алекс Ван Хален, Дэвид Ли Рот и Майкл Энтони, кроме указанных иначе.
| №                   | Название              | Перевод                                                | Длительность |
| ------------------- | --------------------- | ------------------------------------------------------ | ------------ |
| 1.                  | «1984» (Инструментал) | 1984                                                   | 1:07         |
| 2.                  | «Jump»                | Прыгай                                                 | 4:01         |
| 3.                  | «Panama»              | Панама                                                 | 3:31         |
| 4.                  | «Top Jimmy»           | Лучший Джимми                                          | 2:59         |
| 5.                  | «Drop Dead Legs»      | Обалденные ноги(от англ. сленг Drop Dead - Обалденный) | 4:14         |
| Общая длительность: | Общая длительность:   | Общая длительность:                                    | 15:52        |

| №                   | Название            | Автор(ы)                                                  | Перевод                  | Длительность |
| ------------------- | ------------------- | --------------------------------------------------------- | ------------------------ | ------------ |
| 6.                  | «Hot for Teacher»   |                                                           | Переспать с Учительницей | 4:42         |
| 7.                  | «I’ll Wait»         | Е. Ван Хален, А. Ван Хален, Рот, Энтони, Майкл Макдональд | Я буду Ждать             | 4:40         |
| 8.                  | «Girl Gone Bad»     |                                                           | Девочка Стала Плохой     | 4:35         |
| 9.                  | «House of Pain»     |                                                           | Дом Боли                 | 3:19         |
| Общая длительность: | Общая длительность: | Общая длительность:                                       | Общая длительность:      | 17:16        |

## Участники записи
Van Halen
- Дэвид Ли Рот — вокал
- Эдди Ван Хален — гитара, синтезатор (1, 2, 7), бэк-вокал
- Майкл Энтони — бас-гитара, бэк-вокал
- Алекс Ван Хален — ударные, перкуссия

Технический персонал
- Тед Темплман — продюсер
- Донн Ланди, Кен Дин — звукорежиссёры
- Крис Беллман, Грегг Геллер — мастеринг

## Позиции в чартах и сертификации

### Позиции в чартах
| Чарт (1984)    | Высшая позиция |
| -------------- | -------------- |
| Австралия      | 11             |
| Австрия        | 12             |
| Великобритания | 15             |
| Германия       | 11             |
| Италия         | 15             |
| Канада         | 1              |
| Нидерланды     | 8              |
| Новая Зеландия | 15             |
| Норвегия       | 12             |
| США            | 2              |
| Финляндия      | 3              |
| Франция        | 5              |
| Швейцария      | 7              |
| Швеция         | 4              |
| Япония         | 4              |

| Чарт (1984)                    | Позиция |
| ------------------------------ | ------- |
| Великобритания (Gallup Poll)   | 94      |
| Италия (FIMI)                  | 78      |
| Япония (Oricon Year-End Chart) | 22      |

| Страна                 | Сертификация  |
| ---------------------- | ------------- |
| Финляндия (IFPI)       | Золотой       |
| Германия (BVMI)        |               |
| Австралия (ARIA)       |               |
| Канада (Music Canada)  | 5×Платиновый  |
| Латвия (Music Canada)  |               |
| Новая Зеландия (RIANZ) | Золотой       |
| США (RIAA)             | 10×Платиновый |
| Великобритания (BPI)   |               |
| Франция (SNEP)         | Золотой       |